# Enfant prématuré

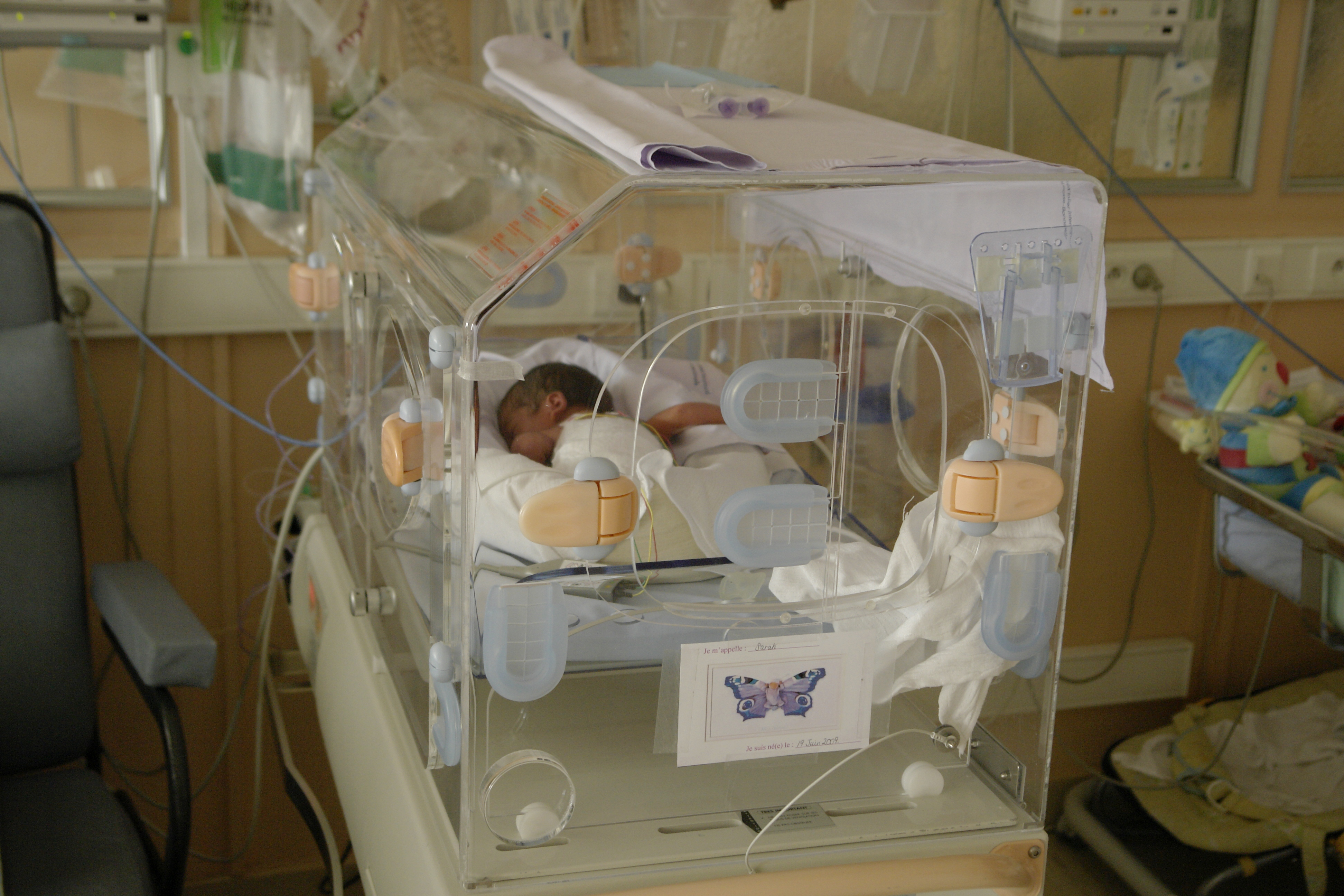
Prématuré dans une couveuse.

La prématurité est une naissance avant le terme normal.
Pour la définir, selon une recommandation de l'Organisation mondiale de la santé (OMS), l'âge gestationnel est un critère nécessaire et suffisant : est prématurée, toute naissance avant le terme de 37 semaines d'aménorrhée (SA) (avant huit mois de grossesse), soit le 259e jour suivant le premier jour des dernières règles, mais après 22 SA ou au moins 500 g.
Cependant, en pratique, l'âge gestationnel peut manquer d'où l'importance de sa détermination.
L'Inserm définit aujourd'hui différents stades de prématurité :
- la « prématurité moyenne » qui correspond à une naissance intervenant entre la 32e et la 36e semaine d’aménorrhée révolue (7 à 8 mois de grossesse) ;
- la « grande prématurité » correspondant à une naissance intervenant entre la 28e et la 32e SA (6 à 7 mois de grossesse) ;
- et la « très grande prématurité » pour les naissances intervenant avant 28 semaines, soit en deçà de 6 mois de grossesse.

Néanmoins, certains distinguent également la « moyenne » prématurité et la « petite » prématurité. 
| Catégorie               | Âge gestationnel  |
| ----------------------- | ----------------- |
| Très grande prématurité | < 28 SA           |
| Grande prématurité      | entre 28 et 32 SA |
| Moyenne prématurité     | entre 32 et 33 SA |
| Petite prématurité      | entre 34 et 36 SA |

Les professionnels de la santé définissent trois « âges » pour un prématuré : 
- son âge gestationnel : c'est-à-dire le terme de la grossesse au moment de sa naissance (en SA) ;
- son âge réel : c'est-à-dire le délai écoulé depuis sa naissance (en jours, semaines ou mois) ;
- son âge corrigé : l'âge que l'enfant devrait avoir s'il était né à terme. Celui-ci est primordial puisqu'il constitue un repère pour le développement de l'enfant. Cet âge est utilisé pour évaluer la croissance de l'enfant et peut être utilisé en comparaison d'enfants nés à terme.

## Limite de viabilité

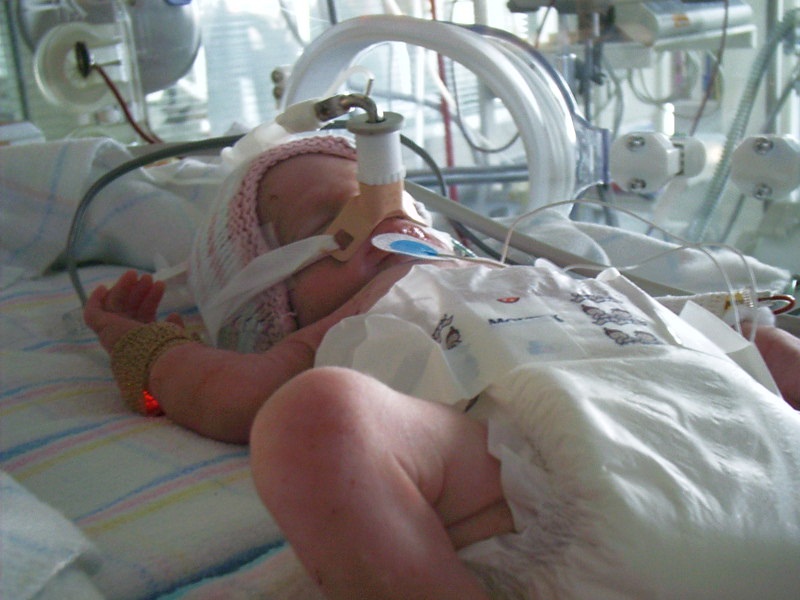
Prématurité en incubateur avec ventilation spontanée en pression positive continue (CPAP)

La limite de viabilité actuelle est, selon l'OMS, de 22 semaines d'aménorrhée (SA) ou tout enfant pesant au moins 500 grammes,. Le risque essentiel est la survenue de complications et de séquelles.
Les droits sociaux sont liés à ce seuil de viabilité : dans la plupart des pays, avant 22 SA, le fœtus n’a pas d’existence administrative, et donc aucune prestation de maternité n’est possible. Cependant, dans certains pays développés, ce seuil est plus précoce : ainsi, pour l’American College of Obsetricians and Gynecologists (ACOG – États-Unis) la mort fœtale se définit à partir de 20 SA ou lorsque le fœtus pèse plus de 350 grammes, car des cas exceptionnels ont montré que le fœtus pouvait être viable avant 22SA : l'Américain Curtis Zy-Keith Means, né le 5 juillet 2020 à l'hôpital de l'Université de l'Alabama à Birmingham, en Alabama, aux États-Unis, a survécu à une naissance à l'âge gestationnel de 21 semaines d'aménorrhée et 1 jour, c'est-à-dire 132 jours avant le terme, ce qui constitue le record mondial de prématurité.
La limite de viabilité dépend fortement du contexte de l'offre de soins. En France, par exemple, selon un rapport d'information au Sénat de 2024, relativement aux autres pays européens, les principaux indicateurs de santé publique se dégradent depuis plus d'une dizaine d'années : la France se classe désormais 20e sur 28 pays européens en termes de mortinatalité (taux d'enfants nés sans vie). De ce fait, en France, la réanimation est exceptionnelle avant 23 SA, car le taux de survie à 22 SA est jusqu'à présent nul (0% en France contre 30% en Suède), et la prise en charge varie beaucoup selon les services hospitaliers.
Selon le médecin en néonatalogie Edward Bell, le seuil de viabilité recule d'une semaine tous les 10 ans. Ainsi, en France, en 2004, la limite pratique de viabilité était estimée à 24-25 SA.

## Pronostic
Il est impossible de prédire un pronostic unique concernant le futur des prématurés. En effet, cela dépend de différents facteurs notamment de l'âge gestationnel, des interventions précoces, du niveau de vie des parents ou encore de l'environnement familial. 

Taux de survie des enfants prématurés selon différentes études,,,,,.

## Épidémiologie
En 2012, plus d'un bébé sur dix naît prématurément dans le monde sans évidence de décroissance avec le temps. Cependant, en France le taux de naissances prématurées diminue depuis quelques années. Il est aujourd'hui estimé à 6,9 % des naissances vivantes. Cela correspond donc à environ 55 000 enfants par an en France. 
Les naissances prématurées concernent 11 à 13 % des naissances aux États-Unis, soit près du double du taux des autres pays industrialisés et une augmentation de 30 % par rapport à 1981. Plus du quart des décès néonataux seraient la conséquence de la prématurité. 
Les données, probablement assez solides, permettent d'avoir aujourd'hui un aperçu évolutif pour les trois dernières décennies en France.
|                                         | 1972  | 1981  | 1988  | 1995  | 2003  | 2020   |
| --------------------------------------- | ----- | ----- | ----- | ----- | ----- | ------ |
| Très grande prématurité (de 22 à 27 SA) | -     | -     | -     | 0,4 % | 0,5 % | 0,27 % |
| Grande prématurité (de 28 à 32 SA)      | 1,3 % | -     | 1 %   | 1,2 % | 1,3 % | 0,5 %  |
| Prématurité (de 33 à 37 SA)             | 8,2 % | 5,7 % | 4,8 % | 5,9 % | 7,2 % | 4,22 % |

L'incidence semble avoir tendance à la baisse en France, ce qui est également le cas aux États-Unis avec une tendance à la hausse.
Trois types d'accouchements prématurés peuvent être distingués, selon leur circonstance : 
1. Provoqués (pour des raisons médicales dues à la mère ou au fœtus) ;
2. Par rupture prématurée de la poche des eaux ;
3. Par travail prématuré débutant à poche intacte.

Chaque catégorie compte globalement pour environ un tiers des accouchements prématurés, la croissance constatée du nombre de ces derniers semblant être en rapport avec la part plus grande des accouchements provoqués.
En juillet 2020, deux articles scientifiques, de médecins irlandais et danois, font état d’une diminution spectaculaire des naissances avant trente-sept semaines d'après des données relevées pendant les semaines de confinement lié à la pandémie de Covid-19.

## Le coût de la prématurité
Le coût de la prématurité est ainsi estimé à plus de 6 milliards de dollars par an aux États-Unis. En France, la prise en charge de la prématurité est évalué à plus de 1,5 milliard d'euros par an.

## Causes
On peut distinguer trois types de causes d'accouchement prématuré.

### Causes directes
Les principales en sont les grossesses multiples, les infections ; il peut s'agir d'infections génito-urinaires (streptocoque B, Escherichia coli) ou généralisées (grippe, rubéole, toxoplasmose, listériose), les anomalies utéro-placentaires : béance cervico-isthmique, malformation utérine, insuffisance placentaire, placenta praevia, hydramnios.

### Causes indirectes
Menaçant directement la mère et/ou l'enfant, elles peuvent être, par exemple l'hypertension artérielle (HTA) maternelle et la toxémie gravidique ou prééclampsie, le retard de croissance intra-utérin (RCIU), le diabète, l'incompatibilité fœto-maternelle, le placenta prævia hémorragique et l'hématome rétroplacentaire, la souffrance fœtale aigüe ou la pollution lumineuse.

### Facteurs de risque
Sans être des causes à proprement parler, comprendre les facteurs de prématurité est important pour la prévention. Parmi ces facteurs figurent l'âge de la mère (moins de 18 ans ou plus de 35 ans, son tabagisme, alcoolisme, ou le cas de grossesses très rapprochées, mauvaises conditions socio-économiques avec fatigue excessive liée à la durée du travail, sa pénibilité (travail de nuit) ou aux conditions familiales, déplacements quotidiens, position debout prolongée, dénutrition relative, dépression, etc. La prématurité est sensiblement plus fréquente chez les patientes de la communauté noire. Le fait d'avoir fait un premier accouchement avant terme augmente également très sensiblement le risque de récidive. 
Parmi les facteurs externes figurent le niveau de stress auquel est exposé la mère, ainsi que la qualité de son alimentation (par exemple, en 2016, une étude basée sur une cohorte asiatique multi-ethnique, un régime à base de riz et riche en légumes et fruits durant la grossesse, a été associé à une réduction du risque de naissances prématurées, et à une taille de naissance plus importante)
ainsi que le contexte climatique : selon l'OMS, la majorité des naissances prématurées surviennent en Afrique et en Asie du Sud, et on a récemment montré que les canicules augmentent le risque de prématurité. Selon une étude (2025) basée sur les statistiques de 247 pays, territoires, villes et dépendances : dans 222 des pays, le dérèglement climatique a déjà au moins doublé le nombre annuel moyen de jours de grossesse à risque de chaleur entre 2020 et 2025 (en 5 ans), par rapport à un monde sans changement climatique. Les régions en développement (où l’accès aux soins de santé est limité comme les Caraïbes et certaines parties de l’Amérique centrale et du Sud, des îles du Pacifique, de l’Asie du Sud-Est et de l’Afrique subsaharienne) sont encore plus touchées que les autres ce risque. 
Le lieu de naissance influe sur la survie du prématuré, en lien avec l'accès aux soins intensifs, primordiaux pour ces bébés. 
Les grossesses multiples (gémellaires ou plus) sont responsables de près d'un cinquième des accouchements prématurés (le « travail avant terme » survient dans près de 40 % des grossesses gémellaires et presque toujours dans les autres cas. Or le recours croissant à la procréation médicalement assistée (PMA) augmente le nombre de grossesses multiples dans le monde : « Le taux d’accouchements gémellaires était de 15,6 pour 1000 en 2008 et a augmenté d’environ 80% entre 1972 et 2006 (...)Le risque de prématurité (< 37 semaines) était de 44,3% en 2003 en France (...) par rapport aux enfants uniques. »). Dans le même temps, l'âge de la première grossesse tend à reculer, or les femmes de plus de 30 ans et notamment dans quarantaine, risquent plus de libérer plusieurs ovules lors de l'ovulation).
Un facteur génétique existe aussi, par exemple dû à des variants des gènes EBF1, EEFSEC ou AGTR2.

## Détermination de l'âge gestationnel

### Données obstétricales
Elles permettent une première estimation assez précise de l'âge gestationnel, notamment lorsque l'accouchement prématuré est inévitable, pour anticiper les problèmes immédiats auxquels l'équipe médicale va être confrontée à la naissance.
Date des dernières règlesIl s'agit d'une donnée sûre si les cycles sont réguliers, mais l'existence de cycles irréguliers ou de métrorragies (saignements en dehors des règles) du premier trimestre rendent l'estimation difficile à partir de ce seul critère.
Date de la fécondationElle est parfois connue, notamment dans le cas de Procréation Médicalement Assistée.
Échographie précoce (inférieure à 12 SA)Quand elle est réalisée, elle permet de préciser le terme avec une faible marge d'erreur.

### Examen du nouveau-né prématuré

#### Aspect clinique
Le prématuré est un petit enfant bien proportionné, au visage menu, recouvert de vernix caseosa. Sa peau est fine (les veines sous-cutanées sont facilement visibles) et érythrosique (rougeâtre), parfois rouge vif. Elle est douce et de consistance gélatineuse.
Les réserves de graisse sous-cutanées sont faibles. Il existe parfois un œdème au niveau des extrémités. Le lanugo (duvet), plus ou moins important, recouvre ses épaules et son dos. L'absence de relief et la mollesse du pavillon de l'oreille, de même que l'absence de striation plantaire, la petite taille des mamelons et l'aspect des organes génitaux externes sont des critères importants de prématurité : ils sont à comparer aux critères de maturation neurologique. Son tonus est fonction de son âge gestationnel ; le prématuré de moins de 32 SA a des mouvements spontanés en salve.

#### Morphogramme
Les valeurs du poids, de la taille et du périmètre crânien doivent être reportées sur des courbes établies sur une population de référence. Ces critères ne sont cependant pas fiables car le nouveau-né peut être de petite taille tout en étant né à terme. Le périmètre crânien, reste l'élément le plus corrélé au terme.

#### Critères de maturation morphologique
Ces critères ont une meilleure sensibilité que l'examen neurologique, mais ont une reproductibilité modérée. Ils s'intéressent au développement des plis plantaires, de la chevelure, du lanugo, de la position des testicules ou de l'écartement des grandes lèvres, de la consistance du cartilage de l'oreille, de l'aspect et de la consistance de la peau, de l'aspect du mamelon et de la taille de l'aréole, de la présence ou non d'un œdème et de la longueur des ongles. Ces critères ne sont pas affectés par l'hypotrophie ni les pathologies habituelles du prématuré. Le poids du placenta est un critère trop imprécis pour être utilisé valablement.

#### Critères de maturation neurologique
L'examen neurologique permet de quantifier le terme avec une assez bonne précision. Il évalue la maturation cérébrale de l'enfant sur différents critères : le tonus passif (extension des quatre membres chez les grands prématurés, flexion des membres supérieurs à partir de 34 SA, quadriflexion à 40 SA), les mouvements spontanés, les réflexes archaïques et les réflexes oculaires (réflexe vestibulo-oculaire et réflexe photomoteur). Cependant, cet examen neurologique n'est que peu contributif dès qu'il existe une pathologie interférant avec l'examen lui-même ou bien une atteinte neurologique.

## Soins de développement

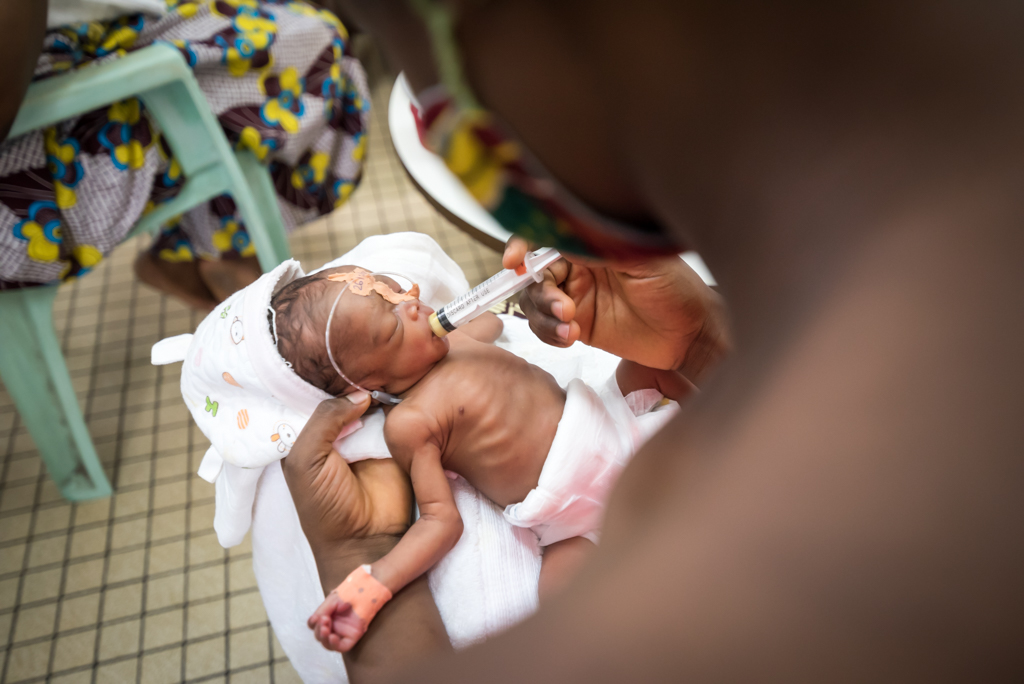
Alimentation à la seringue dans un service de néonatologie.

Dans ce domaine, des progrès majeurs concernent les soins au nouveau-né lors de son séjour en néonatalogie ont été faits. Les professionnels de la santé mettent l'accent sur l'impact de l'environnement aux soins intensifs néonatals puisque cet environnement est une grande source de stress chez le prématuré. En effet, le nouveau-né est exposé pendant plusieurs semaines à divers facteurs de stress provoquant une stimulation excessive. Cette dernière peut affecter son développement et sa croissance comme le démontre l'étude de Smith et al. (2011). Ainsi, l'intervention précoce durant l'hospitalisation est primordiale. Des soins de soutien au développement et des interventions multisensorielles sont mis en place chez le prématuré. Il est important de mentionner que les parents sont un élément clé dans les soins de soutien.
Afin d'apporter des soins de soutien au développement, des adaptations qui prennent en compte les besoins sensoriels et affectifs sont mises en place : le respect des états de vigilance et le rythme de l'enfant, la protection de son sommeil, l'adaptation des sollicitations sensorielles, le contrôle des niveaux sonores et lumineux, et le soutien non négligeable à la famille. Ceci est également soutenu par le programme NIDCAP, explicité ci-dessous. 
En couveuse, le bébé doit trouver un milieu rassurant proche de celui du ventre de sa mère, calme et chaud.
Le programme NIDCAP (Newborn Individualized Developmental Care and Assessment Program) représente une systématisation et une amélioration de ces soins de développement, reposant sur une observation spécifique de chaque bébé concerné par une personne habilitée et une adaptation des soins aux besoins et réactions particuliers de celui-ci et de sa famille. Ce programme a mis en évidence plusieurs éléments prometteurs : diminution de la durée d'hospitalisation, amélioration de la respiration et des capacités motrices, neurovégétatives et comportementales, amélioration du neuro-développement à l'âge de 9 et 12 mois, bien-être de l'enfant, respect et renforcement du lien parental. De manière plus générale, l'enrichissement de l'environnement durant le séjour en néonatalogie peut contribuer à un meilleur fonctionnement neurocomportemental, une amélioration de la microstructure cérébrale ainsi qu'une augmentation de la cohérence entre les régions frontales et un grand nombre de régions cérébrales. 
En France, l'association A Bras Cadabra réalise un certain nombre de confections permettant de mettre en œuvre les soins de développement tels que des caches couveuses, couvertures de peau à peau.
On a confirmé en 2021 que les prématurés consommant davantage de lait maternel auront (statistiquement parlant) de meilleures performances cardiovasculaires à l'âge d'un an.

## Complications
Elles sont essentiellement liées à l'immaturité des grands systèmes de l'enfant né prématurément. À savoir les organes et les systèmes d'organes sous-développés et immatures. Le risque de complications augmente avec le degré de prématurité. Cela dépend également en partie de la présence de certaines causes de prématurité, comme une infection, le diabète, l'hypertension ou la prééclampsie.

### Métaboliques
La prématurité peut avoir comme conséquences une difficulté à réguler la température corporelle. Les prématurés perdent rapidement la chaleur et ont des difficultés à maintenir une température corporelle normale. Cela peut provoquer   entre autres : l'hypoglycémie, l'hypocalcémie, l'hyponatrémie, l'anémie ou l'hypothermie. Afin de prévenir l'hypothermie, la couveuse ou une lampe infrarouge sont efficaces.

### Vasculaires cérébrales
Elles sont de deux types :
- la pathologie veineuse : l'hémorragie péri- et intraventriculaire,
- la pathologie artérielle : la leucomalacie périventriculaire (LPV).

### Hémodynamiques
Il s'agit principalement du retour en circulation fœtale et de la persistance du canal artériel.

### Respiratoires
Les poumons sont les derniers à se développer, c'est pourquoi cette immaturité est source de certains syndromes. Les principaux sont le syndrome de détresse respiratoire du nouveau-né (« NRDS - Newborn Respiratory Distress Syndrome »), accompagné de la maladie des membranes hyalines et de la dysplasie bronchopulmonaire, le syndrome apnéique du prématuré et le retard de résorption du surfactant qui réalise un syndrome interstitiel transitoire. 

### Immaturité rénale
La fonction rénale est insuffisante chez les enfants nés précocement, mais elle augmente avec la maturité des reins. Cela peut avoir comme conséquence un retard de croissance et une accumulation d'acide dans le sang.

### Immaturité des yeux
La prématurité peut engendrer des problèmes au niveau des vaisseaux sanguins, ainsi que d'autres problèmes oculaires tels que la myopie et le strabisme.

### Hépatiques
Il s'agit principalement de l'hyperbilirubinémie provoquant l'ictère néonatal et l'hypovitaminose K1.

### Digestives
Parmi les complications digestives, on rencontre surtout l'entérocolite nécrosante du nouveau-né, les résidus gastriques, le syndrome de stase duodéno-pylorique et le syndrome du bouchon méconial.

### Osseuses
L'ostéopénie de la prématurité est une conséquence directe d'une déposition osseuse insuffisante ou d'une augmentation de la résorption de la matrice organique.

### Immunologiques
Le prématuré présente des risques infectieux les plus importants, dû au faible taux d'anticorps. Initialement, les anticorps de la mère traversent le placenta en fin de grossesse ce qui protège le nouveau-né contre les infections, ce qui n'est de facto pas le cas avec une naissance précoce.

### Sensoriels
Au niveau de la vue, il s'agit de la rétinopathie ; et au niveau de l'audition, il s'agit de la surdité.

### L'immaturité cérébrale
Cette immaturité est l'une des plus importantes chez le prématuré. Étant donné que le cerveau se développe durant le dernier trimestre de la grossesse, la prématurité peut avoir des conséquences considérables sur l'enfant. Cela ne veut pas dire que l'enfant aura nécessairement des lésions cérébrales. Certaines conséquences peuvent être : une respiration irrégulière, des hémorragies dans le cerveau ou encore une paralysie cérébrale. 
Au niveau structurel, l'impact sur le cerveau est le suivant : 
- Un volume cérébral total réduit
- Une diminution de substance grise et de substance blanche
- Une plasticité neuronale réduite
- Des circonvolutions cérébrales réduites

Au niveau fonctionnel : 
- une connectivité fonctionnelle de l'amygdale altérée, ce qui peut corréler avec des problèmes émotionnels
- mineure activation des aires préfrontales (cortex préfrontal et lobe frontal), en corrélation avec les fonctions exécutives.

## Conséquences à long terme
Le tableau ci-dessous offre une vision globale des séquelles, basée sur des données de 1991.
|                | Séquelles majeures | Séquelles mineures | Total |
| -------------- | ------------------ | ------------------ | ----- |
| Psychomotrices | 17                 | 28                 | 45    |
| Visuelles      | 2                  | 26                 | 28    |
| Respiratoires  | 1                  | 26                 | 27    |
| Langage        | 20                 | 20                 | 40    |
| Auditive       | 2                  | 4                  | 6     |

Les données de l'étude épidémiologique française Épipage sur les petits âges gestationnels permettent de déceler un lien évident entre la survenue d’un handicap et l’importance de la prématurité. Près de 40 % des grands prématurés (entre 28 et 32 SA) présentent des séquelles - troubles moteurs, sensoriels ou cognitifs - à l'âge de 5 ans, sévères dans 5 % des cas, modérées pour 9 % des enfants, légères pour les autres. Ces données sont cohérentes avec celles issues des études d'autres pays.
En cas d'extrême prématurité (moins de 25 semaines), le pronostic est très réservé, avec un décès sur deux et un handicap modéré à important sur deux chez les survivants. Il semble un peu meilleur si le nouveau-né est plus lourd, de sexe féminin, non issu d'une grossesse multiple ou s'il a pu bénéficier d'un traitement par corticoïdes avant la naissance (maturation pulmonaire).

La mortalité durant l'enfance semble sensiblement augmentée si le nouveau-né est né prématuré, et d'autant plus selon l'importance de la prématurité ou s'il s'agit d'un garçon. Par ailleurs, la fertilité des femmes nées grandes prématurées semble parfois moins importante que celle des femmes nées à terme, avec une probabilité plus grande de mettre au monde un enfant lui-même prématuré.
Degré de handicap : chez l'adulte, il est corrélé avec le terme à la naissance. En l'absence de tout problème médical majeur, le niveau scolaire atteint et les revenus semblent inversement corrélés avec le degré de prématurité.
Santé cardiovasculaire : elle est nettement inférieure chez le prématuré, par rapport au nourrisson en bonne santé né à terme. Et elle sera (statistiquement parlant) systématiquement altérée, à tous les âges futurs, avec des risques accrus de : 
- maladie coronarienne,
- insuffisance cardiaque,
- hypertension systémique et pulmonaire.

Une fois adulte, leur risque de mourir des suites d'une maladie cardiovasculaire augmente par rapport à la population générale. 

Le cœur du prématuré a « un volume biventriculaire réduit, une longueur plus courte, une fonction systolique et diastolique inférieure et une augmentation disproportionnée de la masse musculaire », sans que les conséquences de ces anomalies soient clairement comprises. Il existe également une plus grande probabilité d'avoir une hypertension artérielle chez le jeune adulte.

### Troubles psychiatriques
Des études épidémiologiques ont identifié la prématurité comme un facteur de risque important pour les troubles psychiatriques. En effet, les enfants nés prématurément ont un risque qui est 3 à 4 fois plus élevé de développer des troubles pendant l'enfance. Des études ont identifié des associations progressives inverses significatives avec le poids à la naissance et l'âge gestationnel (AG) : le risque de la morbidité psychiatrique augmente à mesure que le poids et l'AG diminuent. Ces associations comprennent tous les enfants nés prématurément, mais le risque est plus élevé aux enfants nés avec un poids très faible (un poids inférieur ou égal à 1 500g) et/ou un accouchement très prématuré (avant 32 semaines de gestation). 
La revue "Phénotype comportemental prématuré" (Johnson & Marlow, 2011) caractérise la prématurité comme un risque accru de difficultés telles que l'attention, les interactions sociales et la régulation émotionnelle. Celles-ci peuvent être associés à des troubles spécifiques, respectivement un trouble de l'attention (TDAH), un trouble du spectre de l'autisme (TSA) ainsi que de l'anxiété et la dépression. La prévalence est plus élevée en cas de très grande prématurité, mais risque également de toucher les enfants nés moyennement prématurés (entre 32 et 33 SA). En ce qui concerne les comorbidités, les études démontrent souvent des déficits avec les fonctions exécutives (FE) et des troubles des apprentissages.

#### Quels facteurs?
L'origine des troubles psychiatriques est multifactorielle et peut également être mise en lien avec divers facteurs environnementaux. Les origines multifactorielle sont entre autres : une immaturité cérébrale ou des lésions cérébrales spécifiques, une instabilité physiologique, la séparation maternelle, un long séjour dans l'environnement dissimulant des unités de néonatalogie. En ce qui concerne les facteurs environnementaux, nous pouvons citer le niveau socio-économique, l'environnement familial, l'anxiété parentale et la dépression périnatale.

## Prématurité et l'école
Il est important de noter que les enfants prématurés peuvent présenter des déficits au niveau des fonctions exécutives. Les fonctions exécutives sont essentielles car elles permettent à l’Homme de pouvoir agir de manière organisée afin d’atteindre un objectif précis. Il y a plusieurs types de fonctions exécutives tels que la flexibilité, la mise à jour, la planification, l’inhibition, la vitesse de traitement et l’attention.  Les fonctions exécutives sont grandement utiles lors des années scolaires d’un enfant. Elles permettent un bon apprentissage et ainsi une bonne scolarité. Mais malheureusement, plus un enfant est prématuré, plus le déficit des fonctions exécutives est grand. On observe une augmentation de prise en charge scolaire pendant le développement chez les enfants nés prématurés ainsi que des performances académiques plus basses notamment avec un QI plus bas. Les enfants prématurés rencontrent notamment des difficultés dans 3 domaines scolaires : la lecture, l’orthographe et les mathématiques. L’impact de la prématurité sur les performances en lecture et en mathématique est surtout expliqué par des problèmes de vitesse de traitement donc des fonctions exécutives.  Les grands prématurés ont plus de risque de redoubler une classe.

## Prévention
Une meilleure détection (par exemple via l'analyse du taux de fibronectine fœtale dans les sécrétions vaginales,,), et une meilleure prise en charge médicale des « grossesses à risque » est susceptible de diminuer le taux de prématurité.
Un traitement à la progestérone peut par exemple dans ce cas être proposé à certaines femmes,,.
L'arrêt du tabac montre une efficacité certaine sur la diminution des accouchements avant terme.
L'aspirine à faible dose (100 mg/jour) est efficace pour réduire le risque d'accouchement prématuré chez les femmes nullipares à faible risque, surtout si elle est initiée avant 16 semaines de grossesse.

## Aide associative
Plusieurs associations tentent d'apporter un soutien aux familles d'enfant né prématurément. Certaines de ces associations sont locales, d'autres nationales ou trans-nationales

### Transnationale
En Europe, l'association E-Cipap a organisé en 2005 une journée francophone de la prématurité et a milité pour les soins de développement (techniques de prise en charge de l'enfant prématuré, pour lui assurer un développement harmonieux et limiter les pathologies). L'association a son activité principale en Belgique.

### France
En France, chaque année près de 60 000 enfants naissent prématurément.
En France, l'association SOS Préma, créée en 2004 à l'initiative d'une maman d'enfant prématuré (Charlotte Bouvard), milite sur le plan législatif, social, hospitalier et humain, et accompagne les parents. Le siège de l'association se trouve actuellement à Boulogne-Billancourt, mais 75 délégués régionaux (appelés CL, « correspondants locaux ») assurent une présence dans toutes les régions et les plus grandes villes françaises. Des professionnels spécialisés (psychologues, puéricultrices, assistantes sociales, pédiatres en néonatalogie) assistent les parents pour leurs problèmes pratiques et psychologiques, et l'association organise plusieurs événements et actions tout au long de l'année, tout en œuvrant pour l'évolution de la prise en charge médicale et des lois. L'association également apporte une aide en cas de difficultés avec les administrations et organismes sociaux. Elle a obtenu l'adaptation du congé de maternité pour les mères d'enfants nés avant le terme prévu, afin que celui-ci ne soit plus amputés des semaines non prises avant l'accouchement prématuré. Un forum et une page Facebook permettent également un échange quotidien avec les personnes touchées par la prématurité, et une permanence téléphonique (pratique, sociale et/ou psychologique) est mise en place par le siège. 
L'association A Bras Cadabra, créée en 2014, réalise et offre un certain nombre de confections adaptées à la fragilité de ces petits bébés. Elle travaille en collaboration avec les services de soins avec lesquelles elle a signé une convention.
Elle a créé l'A Bras CadaBoite, la boite adaptée aux bébés prématurés, entièrement conçue bénévolement et offerte aux familles. 
L'ASNR (Sud et Ouest francilien) et Naître et Devenir (région PACA) sont des associations mixtes (parents et professionnels), qui cherchent à améliorer les pratiques dans la limite des moyens disponibles.
Bébé avant terme (Ouest Bretagne), Déjà-Là (Haute Normandie), les Oisillons (pays de Loire), L'Esperluette (Toulouse), l'AANAA (Bordeaux), Bébé Bonne Heure (Cher), Bébé Plume (Orléans), Prémaille (Midi toulousain)… Sont des associations de parents, travaillant souvent en collaboration avec un centre hospitalier, qui travaillent à l'accompagnement des parents pendant l'hospitalisation de la mère, et organisent des rencontres entre parents.

### Luxembourg
Au Luxembourg, l'association Petits pas réunit les parents du pays.

### Québec
Préma-Québec est un organisme québécois de soutien pour les familles d'enfants prématurés ayant pour mission d’améliorer la qualité de vie des bébés prématurés en offrant du soutien éducatif, psychologique et financier à leurs parents. En plus d'accompagner les parents lors de l'hospitalisation de leur nouveau-né, l’organisme offre de l’information et de la documentation adaptées à leurs besoins. Créé en 2003, par des parents d'enfants prématurés, Préma-Québec est soutenu par des médecins, des infirmières et d'autres intervenants œuvrant en néonatalogie. Préma-Québec intervient sur une base régulière dans 6 unités néonatales de soins intensifs au Québec tout en informant les familles et la population sur la prématurité. L'organisme défend et de représente également ces familles auprès des différentes instances politiques, médicales et corporatives en vue d'améliorer leur qualité de vie.
Le 5 septembre devient officiellement la Journée québécoise pour les enfants prématurés, à la suite de l'adoption d'une motion par l'Assemblée nationale du Québec.

### Suisse
Selon l'Office fédéral de la statistique, en 2021 6.4% des enfants sont nés prématurément. Cette prématurité est particulièrement fréquente lors de naissances gémellaires, en effet 53% d'entre elles se produisent avant 37 semaines révolues de gestation. 
Il existe divers association de soutien pour les familles d'enfants prématurées. L'association Né Trop Tôt est une organisation suisse à but non lucratif. Elle est constituée de bénévoles ayant eux-mêmes vécu la prématurité ou celle de leurs bébés. Leur objectif principal est le soutien et l'accompagnement des parents. Cela comprend des consultations où les parents ont la possibilité d'écouter et de partager leurs expériences, tout en étant accompagné de professionnels de la santé. Leur présence est primordiale, puisque ces évènements peuvent être source de traumatismes pour non seulement les parents, les soignants mais aussi les enfants. L'association possèdent une panoplie d'outils afin d'offrir un soulagement aux familles. Né Trop Tôt propose non seulement un soutien émotionnel, mais met également à disposition des formations et des supervisions aux familles.